# Punta Innominata
La Punta Innominata (francès: Pointe innomée) és una muntanya de 3731 metres del massís del Mont Blanc a la Vall d'Aosta. Es troba a l'aresta "Innominata" en el versant sud de la cima del Mont Blanc. La muntanya és l'únic cim del massís sense nom i per això és anomenada "sense nom".